# Anna Malle
Pour les articles homonymes, voir Malle.
Anna Malle (14 septembre 1967-25 janvier 2006) est une actrice de films pornographiques américaine.

## Biographie
Anna est née à Havana, Illinois, mais a grandi à Fort Madison, Iowa.
Sa première apparition dans un film X fut Dirty Debutante, Vol. 37, d'Ed Powers.
Anna Malle fait souvent des films avec les productions de Max Hardcore. Selon Iafd elle a plus de 350 films à son actif. Son amie Nina Hartley dira qu'elle était une partenaire parfaite. Alexander Devoe (réalisateur X et photographe) dit qu'il doit sa célébrité à Anna Malle.
Elle joue aussi dans quelques films pour HBO, Playboy TV & "Snoop Dogg's Doggystyle" avant d'arrêter en 2005. Elle apparaît dans le film "Joy Ride" 2001.
Anna Malle est morte dans un accident de voiture le 25 janvier 2006 près de Las Vegas, elle n'avait pas mis sa ceinture de sécurité.

## Filmographie sélective
- 1994 : Secret Life of Nina Hartley
- 1995 : No Man's Land 11
- 1996 : Double D Dykes 26
- 1997 : Buttslammers 14
- 1998 : Lesbians Unleashed
- 1999 : I Love Lesbians 6
- 2000 : Diego's Girls
- 2001 : Deep Inside Jenna Jameson
- 2002 : Deep Inside Debi Diamond
- 2003 : Deep Inside Sunset Thomas
- 2004 : Brittany Andrews Smoking Sirens
- 2005 : Secret Lives Of Porn Stars

## Récompenses
- 2007 : XRCO Special Awards (Posthume)
- 2013 : AVN Hall of Fame[5] (à titre posthume)